# Puerto Velero
Puerto Velero es un complejo turístico ubicado frente a la bahía de Barnes, entre los balnearios de Tongoy y Guanaqueros, en la comuna de Coquimbo, Región de Coquimbo, Chile. Se encuentra situada a 45 km de La Serena y posee 700 departamentos distribuidos en 23 edificios.

## Historia
Este complejo turístico, fue creado por una iniciativa del empresario José Luis Zabala Ponce, quien en 1992 construyó los 70 primeros departamentos con una arquitectura de estilo "mediterránea contemporánea", en lo que fue anteriormente parte de la Hacienda El Tangue. También se construyó una marina con capacidad para 100 embarcaciones. Hoy en día el complejo cuenta con una cancha de golf de 6 hectáreas y diversos restaurantes.

## Urbanismo
El sostenido crecimiento de los sectores urbanos correspondientes a los distritos de La Florida, en La Serena, y de Cantera, en Coquimbo, representa la continuidad del fenómeno de urbanización que estimulan la Carretera Panamericana y la Avenida del Mar. Este último
factor ha impulsado su función turística y residencial y concuerda con el crecimiento de viviendas en el sector. El atractivo turístico del área determina el establecimiento de viviendas de primera y segunda residencia para sostener migraciones dentro de la región o a la población flotante en época estival.

## Clima
El clima de esta zona es de transición: se encuentra entre las zonas desértica y templada mediterránea, a lo largo de toda la costa, con un clima de estepa costero o nuboso.